# Рануцци, Анджело Мария
Анджело Мария Рануцци (итал. Angelo Maria Ranuzzi; 19 мая 1626, Болонья, Папская область — 27 сентября 1689, Фано, Папская область) — итальянский куриальный кардинал, папский дипломат и доктор обоих прав. Титулярный архиепископ Дамиаты с 30 апреля 1668 по 18 апреля 1678. Апостольский нунций в Турине с 30 июня 1668 по 13 мая 1671. Апостольский нунций в Польше с 13 мая 1671 по 20 июля 1673. Епископ-архиепископ Фано с 18 апреля 1678 по 17 мая 1688. Апостольский нунций во Франции с 13 мая 1683 по 17 мая 1688. Архиепископ Болоньи с 17 мая 1688 по 27 сентября 1689. Кардинал-священник со 2 сентября 1686 по 27 сентября 1689.